# Scott Layne
Scott Layne Wisman (ur. 5 maja 1964 w Indianapolis) – amerykański model, aktor telewizyjny i filmowy, tancerz i piosenkarz grupy tanecznej Chippendales pochodzenia niemieckiego, szkockiego, francuskiego i indiańskiego.

## Życiorys

### Wczesne lata
Urodził się w Indianapolis w stanie Indiana w Midwest jako syn dyrektora salonu samochodowego Chrysler. Wychowywał się w Farmington w Michigan. Kiedy jego rodzice rozwiedli się, wraz z matką przeniósł się na przedmieścia Detroit. Po ukończeniu szkoły średniej, udał się do elitarnej Akademii Sił Powietrznych w Colorado, którą w 1980 opuścił.

### Kariera
W połowie lat osiemdziesiątych przeniósł się do Kalifornii. W latach 1983–1995 w Nowym Jorku pod pseudonimem Julian Scott (imię zaczerpnął od bohatera filmu Amerykański żigolak granego przez Richarda Gere’a) występował z grupą taneczną Chippendales. Po wizycie w Kanadzie, przeniósł się do Big Apple w Nowym Jorku. Podjął pracę jako model, m.in. reklamował bieliznę Calvina Kleina i brał udział w sesji zdjęciowej z Cindy Crawford. Pracował także jako tancerz w Wichita w Kansas.
Spróbował swoich sił jako aktor. Występował na srebrnym ekranie w serialach: Szpital miejski (General Hospital, ABC), The Mommies (NBC/Paramount), Hollywood Lives (pilot Disney), Heartbeat (ABC/Aaron Spelling), Żar młodości (The Young and the Restless, CBS) czy Detektyw na tropie (The Michael Richards Show, NBC). W operze mydlanej Moda na sukces (The Bold and the Beautiful Recurring, CBS, 1996-97) zagrał postać właściciela klubu.
W 1995 roku założył profesjonalną hollywoodzką grupę tancerzy erotycznych The Hollywood Men Inc., w której do roku 2005 także tańczył i śpiewał (baryton). Miesięcznik „Playgirl” przyznał mu tytuł Mężczyzny Roku 1998.
Ożenił się, ma syna i córkę.

## Filmografia

### Filmy fabularne
- 1988: Ladykillers (ABC) jako striptizer Gene
- 1990: Vice Academy Part 2 jako Petrolino
- 1991: Małe tajemnice (Little Secrets) jako Żigolak z fantazji
- 1994: The New Age jako pływak
- 1994: Emmanuelle 1: First Contact jako Henry
- 1995: Emmanuelle In Space: A World Of Desire
- 1997: Kobiety mafii (Bella Mafia) jako ochroniarz w kasynie

### Seriale TV
- 1990: They Came From Outer Space (Pipeline Prods.)
- 1991: Gliniarz i prokurator (Jake and the FatmanCBS) jako Cal
- 1996: Jedwabne pończoszki (Silk Stalkings) jako Randy Rawlings
- 1996-97: Moda na sukces (The Bold and the Beautiful, CBS) jako Vince
- 1997: Men Behaving Badly (NBC) jako Monty
- 1997]: Sunset Beach (NBC) jako zabójca
- 1997: Niebieski Pacyfik (Pacific Blue) jako 'Cobra'/Jerome Flagg
- 1998: Diagnoza morderstwo (Diagnosis Murder, CBS) jako Matt Thomas
- 1998: Mężczyzna roku (The Man of the Year) jako on sam
- 1999: Ja się zastrzelę (Just Shoot Me!, CBS) jako dostawca
- 2000: Detektyw na tropie (The Michael Richards Show) jako Aaron
- 2004: Bogaci bankruci (Arrested Development) jako gorący gliniarz #3"